# Slatina (Čačak)
Slatina (Servisch cyrillisch Слатина) is een plaats in de Servische gemeente Čačak. De plaats telt 629 inwoners (2002).